# زمستان آخر (فیلم ۱۹۶۰)
زمستان آخر (دانمارکی: Den sidste vinter) یک فیلم جنگی دانمارکی است که در سال ۱۹۶۰ منتشر شد. این فیلم در دومین جشنواره بین‌المللی فیلم مسکو اکران شد.

## گزیدهٔ بازیگران
- تونی بریتون
- دیتر اپلر
- پربن کاس
- پربن نیرگار
- هوگو هِـرِستروپ